# Grammis
Grammis ist ein schwedischer Musikpreis, der seit 1969 jährlich bei der Grammisgala verliehen wird. Zwischen 1972 und 1986 fanden keine Verleihungen statt.

## Kategorien
- Bestes Album
- Bester Interpret
- Bestes Musikvideo
- Bestes Kinderalbum
- Bestes Lied in der Kategorie Volksmusik
- Bestes Lied in der Kategorie Hip-Hop/Soul
- Bestes Album in der Kategorie Hardrock
- Bestes Lied in der Kategorie Jazz (seit 2006)
- Bestes Klassik-Ensemble
- Bester Klassiksolist
- Bestes Lied in der Kategorie Club/Dance
- Bester Komponist
- Bestes Lied (seit 2006)
- Beste Musik-DVD
- Bester Newcomer
- Bestes Lied in der Kategorie Pop/weiblich
- Bestes Lied in der Kategorie Pop/männlich
- Beste Popgruppe
- Bester Produzent
- Bestes Rock-Album
- Beste Rockgruppe (seit 2006)
- Bestes Lied in der Kategorie Schlager/Dansband
- Bester Songwriter
- Bestes Visa (Schwedisch; Lied mit einer einfachen, aber charakteristischen Melodie)
- Freie Kategorie

Die Grammisauszeichnungen werden von der IFPI Svenska Gruppen über das Grammiskommittén verliehen.

## Preisträger
1996 erhielten The Hellacopters den Musikpreis in der Kategorie Hardrock für ihr Debütalbum Supershitty to the Max!.
2013 wurde das Duo First Aid Kit als Künstler und Komponist des Jahres sowie für das Album und den Popsong des Jahres ausgezeichnet.

### 2007
| Kategorie                    | Gewinner                             | Werk                                        | weitere bekannte Nominierte                      |
| ---------------------------- | ------------------------------------ | ------------------------------------------- | ------------------------------------------------ |
| Album des Jahres             | The Knife                            | Silent Shout                                | Anna Ternheim, Marit Bergman                     |
| Künstler/in des Jahres       | The Knife                            | Silent Shout                                | Anna Ternheim, Marit Bergman, Lars Winnerbäck    |
| Kinderalbum des Jahres       | James Hollingworth & Jojje Wadenius  | Hajar du                                    |                                                  |
| Volksmusik des Jahres        | Lena Willemark                       | Älvdalens Elektriska                        |                                                  |
| Hip-Hop/Soul des Jahres      | Snook                                | Är                                          | Mange Schmidt                                    |
| Hardrock des Jahres          | In Flames                            | Come Clarity                                | Backyard Babies, Europe, Hammerfall, The Haunted |
| Jazz des Jahres              |                                      |                                             |                                                  |
| Klassikensemble des Jahres   | Eric Ericson Kammerchor              | Eric Ericson Chamber Choir                  |                                                  |
| Klassiksolo des Jahres       | Staffan Mårtensson                   | Clarinetto Con Forza                        |                                                  |
| Club/Dance des Jahres        | Christian Falk                       | People Say                                  | Basshunter                                       |
| Komponist/in des Jahres      | Karin Dreijer Andersson/Olof Dreijer | Silent Shout                                |                                                  |
| Lied des Jahres              | Martin Stenmarck                     | 7Milakliv                                   |                                                  |
| Musik-DVD des Jahres         |                                      |                                             |                                                  |
| Newcomer/in des Jahres       | Veronica Maggio                      | Vatten och bröd                             | Basshunter                                       |
| Pop des Jahres/weiblich      | Anna Ternheim                        | Separation Road                             |                                                  |
| Pop des Jahres/männlich      | Håkan Hellström                      | Nåt gammalt, nåt nytt, nåt lånat, nåt blått |                                                  |
| Popgruppe des Jahres         | The Knife                            | Silent Shout                                |                                                  |
| Produzent/in des Jahres      | Karin Dreijer Andersson/Olof Dreijer | Silent Shout                                |                                                  |
| Rockgruppe des Jahres        | Mando Diao                           | Ode to Ochrasy                              | Johnossi                                         |
| Schlager/Dansband des Jahres | Benny Anderssons Orkester            | BAO på turné                                |                                                  |
| Texter/in des Jahres         | Anna Ternheim                        | Separation Road                             |                                                  |
| Visa des Jahres              | Stefan Sundström                     | Fabler från Bällingebro                     |                                                  |
| Offene Kategorie             | Evert Taube                          | Samtliga Grammofoninspelningar 1921–1970    | Roxette                                          |

### 2008
2008 wurden die Künstler in zwei Runden nominiert. Auf der Internetseite der Grammis wird nur die erste Runde mit jeweils 10 Nominierten dargestellt. Es lässt sich dort nicht nachvollziehen, welche Künstler in die zweite Runde eingezogen sind.
| Kategorie                     | Gewinner                                            | Werk                                               | weitere bekannte Nominierte                                                                                         |
| ----------------------------- | --------------------------------------------------- | -------------------------------------------------- | --- |
| Album des Jahres              | Kent                                                | Tillbaka till samtiden                             | Jens Lekman, Lars Winnerbäck, Moneybrother, Sahara Hotnights, Salem Al Fakir, Säkert!, The Ark, The Hives, Timbuktu |
| Kinderalbum des Jahres        | Blandade Artister (den blå)                         | Älskade ramsor sagor & sånger från barnkammarboken | |
| Dance/Hip-Hop/Soul des Jahres | Adam Tensta                                         | It's a Tensta thing                                | Familjen, Mange Schmidt, Million Stylez,                                                                            |
| Schlager/Dansbanddes Jahres   | Benny Anderssons Orkester / H. Sjöholm / T. Körberg | BAO 3                                              | Lasse Stefanz |
| Volksmusik/ Visa des Jahres   | Sofia Karlsson                                      | Visor från vinden                                  | Sven-Bertil Taube                                                                                                   |
| Band des Jahres               | Kent                                                | Tillbaka till samtiden                             | Mando Diao, Oh Laura, Peter Bjorn and John, Sahara Hotnights, Shout out louds, The Ark, The Hives, Weeping Willows  |
| Hardrock des Jahres           | Mustasch                                            | Latest version of the truth                        | Arch Enemy, Candlemass, Crashdïet, Dark Tranquillity, Entombed, Hardcore Superstar                                  |
| Jazz des Jahres               | Rigmor Gustafsson                                   | Alone with you                                     | |
| Klassik des Jahres            | Anne Sofie von Otter/Bengt Forsberg                 | Terezín/Theresienstadt                             | |
| Komponist/in des Jahres       | Salem Al Fakir                                      | This is who I am                                   | |
| Bester weiblicher Künstler    | Säkert!                                             | Säkert!                                            | |
| Live-Act des Jahres           | The Hives                                           |                                                    | |
| Lied des Jahres               | Lars Winnerbäck und Miss Li                         | Om du lämnade mig nu                               | |
| Bester männlicher Künstler    | Salem Al Fakir                                      | This is who I am                                   | |
| Newcomer/in des Jahres        | Salem Al Fakir                                      | This is who I am                                   | |
| Produzent/in des Jahres       | Salem Al Fakir                                      | This is who I am                                   | |
| Texter/in des Jahres          | Annika Norlin                                       | Säkert!                                            | |

### 2009
| Kategorie                           | Gewinner                         | Werk                                                | weitere bekannte Nominierte                               |
| ----------------------------------- | -------------------------------- | --------------------------------------------------- | --------------------------------------------------------- |
| Album des Jahres                    | Anna Ternheim                    | Leavin on a Mayday                                  | Hello Saferide, Håkan Hellström, Kleerup, Veronica Maggio |
| Kinderalbum des Jahres              | Trazan & Banarne                 | Swingtajm!                                          |                                                           |
| Dance/Hip-Hop/Soul des Jahres       | Afasi & Filthy                   | Fläcken                                             | Lazee, Looptroop Rockers,                                 |
| Schlager/Dansband des Jahres        | Lasse Stefanz                    | Rallarsväng                                         | Charlotte Perrelli, Linda Bengtzing,                      |
| Volksmusik/ Visa des Jahres         | Abalone Dots                     | Traveler                                            | Melissa Horn                                              |
| Band des Jahres                     | The Soundtrack of our lives      | Communion                                           | Kent                                                      |
| Hardrock des Jahres                 | In Flames                        | A Sense of Purpose                                  | Millencolin, Opeth, Sabaton                               |
| Jazz des Jahres                     | E.S.T.                           | Leucocyte                                           |                                                           |
| Klassik des Jahres                  | Allmänna Sången & Anders Widmark | Resonanser: Swedish Choral Music – New Perspectives | Anne Sofie von Otter/Göteborgs Symfoniorkester            |
| Komponist/in des Jahres             | Kleerup                          | Kleerup                                             | Anna Ternheim, Annika Norlin, E.S.T., Frida Hyvönen,      |
| Bester weiblicher Künstler          | Anna Ternheim                    | Leavin on a mayday                                  | Amanda Jenssen, Hello Saferide, Lykke Li, Veronica Maggio |
| Live-Act des Jahres                 |                                  |                                                     |                                                           |
| Lied des Jahres                     | E.M.D.                           | Jennie Let Me Love You                              |                                                           |
| Bester männlicher Künstler          | Håkan Hellström                  | För Sent För Edelweiss                              |                                                           |
| Newcomer/in des Jahres              | Kleerup                          | Kleerup                                             |                                                           |
| Produzent/in des Jahres             | Kleerup                          | Kleerup                                             |                                                           |
| Texter/in des Jahres                | Annika Norlin                    | More Modern Shortstories From Hello Saferide        |                                                           |
| Elektronischer Produzent des Jahres | Eric Prydz                       |                                                     |                                                           |

### 2010
| Kategorie                     | Gewinner                   | Werk                                           | weitere bekannte Nominierte                                 |
| ----------------------------- | -------------------------- | ---------------------------------------------- | ----------------------------------------------------------- |
| Album des Jahres              | Thåström                   | Kärlek är för dom                              | A Camp, Amanda Jenssen, Kent, Lars Winnerbäck               |
| Künstler/in des Jahres        | Lars Winnerbäck            | Tänk om jag ångrar mig och sen ångrar mig igen | Amanda Jenssen, Kent, Mando Diao                            |
| Kinderalbum des Jahres        | Bröderna Lindgren          | Presenterar Meningen Med Livet!                |                                                             |
| Schlager/Tanzband des Jahres  | Larz-Kristerz              | Hem till dig                                   | Benny Andersson Band,                                       |
| Volksmusik/ „visa“ des Jahres | Sofia Karlsson             | Söder om kärleken                              |                                                             |
| Hardrock des Jahres           | Mustasch                   | Mustasch                                       | Candlemass, Hammerfall, Hardcore Superstar, Raised Fist     |
| Jazz des Jahres               | Jeanette Lindström         | Attitude & Orbit Control                       | Lisa Ekdahl, Magnus Lindgren                                |
| Klassik des Jahres            | Kammarensamble Sonanza     | Unheard of – Again                             |                                                             |
| Club/Hip-Hop des Jahres       | Promoe                     | Kråksången                                     |                                                             |
| Komponist/in des Jahres       | Amanda Jenssen/Pär Wiksten | Happyland                                      | El perro del mar, Salem Al Fakir,                           |
| Bester weiblicher Künstler    | Amanda Jenssen             | Happyland                                      | Laleh, Melissa Horn, Miss Li                                |
| Lied des Jahres               | Mando Diao                 | Dance with somebody                            | Dead by April, Erik Hassle, Takida                          |
| Bester männlicher Künstler    | Lars Winnerbäck            | Tänk om jag ångrar mig och sen ångrar mig igen | Erik Hassle, Salem Al Fakir                                 |
| Newcomer/in des Jahres        | Erik Hassle                | Hassle                                         | Dead by April, Maskinen, Miike Snow                         |
| Pop des Jahres                | Fibes, oh Fibes!           | 1987                                           | A Camp, El perro del mar, Melody Club, Peter Bjorn and John |
| Produzent/in des Jahres       | Kent & Joshua              | Röd                                            | Amanda Jenssen/Pär Wiksten                                  |
| Rock des Jahres               | Kent                       | Röd                                            | Mando Diao                                                  |
| Spezialausgabe des Jahres     | Olle Adolphson             | Tystnaden smyger som en katt...1956-2004       |                                                             |
| Texter/in des Jahres          | Thåström                   | Kärlek är för dom                              | Lars Winnerbäck, Melissa Horn, Anna Järvinen                |

### 2011
| Kategorie                           | Gewinner                 | Werk                                                        | weitere bekannte Nominierte                                                         |
| ----------------------------------- | ------------------------ | ----------------------------------------------------------- | ----------------------------------------------------------------------------------- |
| Album des Jahres                    | Robyn                    | Body Talk                                                   | Håkan Hellström, The Radio Dept.                                                    |
| Künstler/in des Jahres              | Håkan Hellström          | 2 Steg Från Paradise                                        | Johnossi, Robyn                                                                     |
| Kinderalbum des Jahres              | Orkester Pop             | Stava Med Skägg                                             |                                                                                     |
| Schlager/Dansband des Jahres        | Lasse Stefanz            | Texas                                                       | Larz-Kristerz,                                                                      |
| Volksmusik/ Visa des Jahres         | Blandade Artister        | Sonja Åkesson tolkad av                                     | First Aid Kit,                                                                      |
| Band des Jahres                     | Johnossi                 | Mavericks                                                   | Kent, The Radio Dept.                                                               |
| Hardrock/Metal des Jahres           | Watain                   | Lawless Darkness                                            | Ghost, Khoma, Sabaton                                                               |
| Innovation des Jahres               | IamamIwhoamI             |                                                             | Johnossi, Robyn                                                                     |
| Jazz des Jahres                     | Dan Berglunds Tonbruket  | Tonbruket                                                   |                                                                                     |
| Klassik des Jahres                  | Zilliacusperssonraitinen | Wolfgang Amadeus Mozart: Divertimento                       |                                                                                     |
| Komponist/in des Jahres             | Klas Åhlund/Robyn        | Body Talk                                                   | Håkan Hellström, Pernilla Andersson                                                 |
| Bester weiblicher Künstler          | Robyn                    | Body Talk                                                   | Anna von Hausswolff, Pernilla Andersson, Säkert!                                    |
| Lied des Jahres                     | Robyn                    | Dancing on my own                                           | Anna Bergendahl, Eric Saade, Johnossi, Mohombi, Salem Al Fakir, Swedish House Mafia |
| Bester männlicher Künstler          | Håkan Hellström          | 2 Steg Från Paradise                                        | Daniel Adams-Ray, Salem Al Fakir, The Tallest Man on Earth                          |
| Newcomer/in des Jahres              | Oskar Linnros            | Vilja Bli                                                   | Anna von Hausswolff, First Aid Kit, Swedish House Mafia                             |
| Produzent/in des Jahres             | RedOne                   | für die Zusammenarbeit mit Nicole Scherzinger und Lady Gaga | Adrian Lux, Håkan Hellström, Max Martin                                             |
| Spezialausgabe des Jahres           | Peter Lemarc             | Starkare än ord                                             | The Ark                                                                             |
| Internationaler Erfolg aus Schweden | RedOne                   |                                                             | Dungen, Max Martin, Robyn, Swedish House Mafia                                      |
| Texter/in des Jahres                | Håkan Hellström          | 2 Steg Från Paradise                                        |                                                                                     |
| Urban/Dance des Jahres              | Familjen                 | Männsligheten                                               | Swedish House Mafia                                                                 |

### 2012
| Kategorie                                             | Gewinner                                             | Werk                           | weitere bekannte Nominierte                                |
| ----------------------------------------------------- | ---------------------------------------------------- | ------------------------------ | ---------------------------------------------------------- |
| Durchbruch des Jahres eines internationalen Künstlers | Donkeyboy                                            |                                |                                                            |
| Album des Jahres                                      | Lykke Li                                             | Wounded Rhymes                 | Anna Ternheim, Veronica Maggio                             |
| Künstler/in des Jahres                                | Lykke Li                                             | Wounded Rhymes                 | Melissa Horn, Swedish House Mafia, Veronica Maggio         |
| Kinderalbum des Jahres                                | Oscar Danielson                                      | Det kostar på at vara barn     |                                                            |
| Schlager/Dansband des Jahres                          | Benny Anderssons Orkester                            | O Klang o Jubeltid             | Elisa’s, Larz-Kristerz                                     |
| Elektro-/Dance-Act des Jahres                         | Rebecca & Fiona                                      | I love you, man                | Adrian Lux, Avicii, Little Dragon, Swedish House Mafia     |
| Volksmusik/ Visa des Jahres                           | Sofia Karlsson                                       | Levande                        |                                                            |
| Hip-Hop/Soul des Jahres                               | Timbuktu                                             | Sagolandet                     | Adam Tensta                                                |
| Hardrock/Metal des Jahres                             | Graveyard                                            | Hisingen Blues                 | Hammerfall, In Flames, Opeth, The Haunted                  |
| Innovation des Jahres                                 | Avicii                                               |                                | Veronica Maggio                                            |
| Internationales Album des Jahres                      | Adele                                                | 21                             | Beyoncé, Frank Ocean, James Blake, PJ Harvey               |
| Jazz des Jahres                                       | Tonbruket                                            | Dig it to the end              |                                                            |
| Klassik des Jahres                                    | Kungliga Filharmonikerna / Oramo / Gilbert / Salonen | Anders Hillborg – Eleven Gates | Anne Sofie von Otter                                       |
| Komponist/in des Jahres                               | Veronica Maggio / Christian Walz                     | Satan i Gatan                  |                                                            |
| Lied des Jahres                                       | Avicii                                               | Levels                         | Eric Saade, Swedish House Mafia, Timbuktu, Veronica Maggio |
| Musikvideo des Jahres                                 | Gustav Johansson                                     | Karl X Johan – Flames          |                                                            |
| Newcomer/in des Jahres                                | Aleks                                                | Inte länger Fiende             | Adrian Lux                                                 |
| Pop des Jahres                                        | Veronica Maggio                                      | Satan i Gatan                  | Ane Brun, Anna Ternheim, Lykke Li                          |
| Produzent/in des Jahres                               | Masse Salazar                                        |                                | Shellback                                                  |
| Rock des Jahres                                       | Deportees                                            | Islands & Shores               |                                                            |
| Internationaler Erfolg aus Schweden                   | Swedish House Mafia                                  |                                | Avicii, Little Dragon, Lykke Li, Opeth                     |
| Texter/in des Jahres                                  | Veronica Maggio / Christian Walz                     | Satan i Gatan                  |                                                            |

### 2013
| Kategorie                           | Gewinner                                                       | Werk                                                | weitere bekannte Nominierte                                                                                            |
| ----------------------------------- | -------------------------------------------------------------- | --------------------------------------------------- | --- |
| Album des Jahres                    | First Aid Kit                                                  | The Lion’s Roar                                     | El perro del mar, Mando Diao                                                                                           |
| Künstler/in des Jahres              | First Aid Kit                                                  |                                                     | Loreen, Mando Diao, Refused, Swedish House Mafia                                                                       |
| Kinderalbum des Jahres              | Bröderna Lindgren                                              | Med Bröderna Lindgren i tiden!                      | |
| Schlager/Dansband des Jahres        | Lasse Stefanz                                                  | Rocky Mountains                                     | Elisa's |
| Elektro-/Dance-Act des Jahres       | Swedish House Mafia                                            | Until Now                                           | Avicii, Icona Pop, Miike Snow                                                                                          |
| Volksmusik/ Visa des Jahres         | Mando Diao                                                     | Infruset                                            | |
| Hip-Hop/Soul des Jahres             | Timbuktu & Damn!                                               | Full ära                                            | |
| Hardrock/Metal des Jahres           | Graveyard                                                      | Lights out                                          | |
| Innovation des Jahres               | Sebastian Ingrosso & Alesso                                    |                                                     | |
| Jazz des Jahres                     | Neneh Cherry & The Thing                                       | The Cherry Thing                                    | |
| Klassik des Jahres                  | Anne Sofie von Otter                                           | Sogno Barocco                                       | Kleerup |
| Komponist/in des Jahres             | Klara & Johanna Söderberg                                      | The Lion’s Roar                                     | Anna von Hausswolff, Axwell/Ingrosso/Angello/Martin & Zitron, Gustaf Norén/Björn Dixgård/Björn Olsson, Laleh Pourkarim |
| Lied des Jahres                     | Stiftelsen                                                     | Vart jag än går                                     | Swedish House Mafia feat. John Martin                                                                                  |
| Musikvideo des Jahres               | Christian Larson                                               | Sigur Ròs – Valtari                                 | |
| Newcomer/in des Jahres              | Icona Pop                                                      | Icona Pop                                           | |
| Pop des Jahres                      | First Aid Kit                                                  | The Lion’s Roar                                     | Anna von Hausswolff, El perro del mar, Laleh, Petra Marklund                                                           |
| Produzent/in des Jahres             | Vittorio Grasso, Lorentz Alexander, Martin Sakarias            | Himlen är som mörkast när stjärnorna lyser starkast | El perro del mar & Bobby Bell, Mando Diao & Björn Olsson                                                               |
| Rock des Jahres                     | The Soundtrack of our lives                                    | Throw it to the universe                            | The Hives, Kent |
| Internationaler Erfolg aus Schweden | First Aid Kit, Loreen, Refused, Shellback, Swedish House Mafia |                                                     | |
| Texter/in des Jahres                | Peter Lemarc                                                   | Svag doft av skymning                               | Joakim Berg, Klara & Johanna Söderberg                                                                                 |

### 2014
| Kategorie                     | Gewinner                                       | Werk                               | weitere bekannte Nominierte |
| ----------------------------- | ---------------------------------------------- | ---------------------------------- | --- |
| Album des Jahres              | Jenny Wilson                                   | Demand the Impossible!             | Avicii |
| Künstler/in des Jahres        | Avicii                                         |                                    | Icona Pop, Jenny Wilson |
| Kinderalbum des Jahres        | Oddjob                                         | Jazzoo                             | |
| Schlager/Dansband des Jahres  | Larz-Kristerz                                  | Det måste gå att dansa till        | Elisa's |
| Elektro-/Dance-Act des Jahres | Icona Pop                                      | This is... Icona Pop               | Adrian Lux, Avicii, |
| Volksmusik/ Visa des Jahres   | Tomas Ledin                                    | Höga Kusten                        | Ane Brun, Lena Willemark/Jonas Knutsson/Mats Öberg                                                                                                |
| Hip-Hop/Soul des Jahres       | Stor                                           | Shere Khan XIII                    | |
| Hardrock/Metal des Jahres     | Ghost                                          | Infestissumam                      | |
| Jazz des Jahres               | Tonbruket                                      | Nubium Swimtrip                    | |
| Klassik des Jahres            | Karin Rehnqvist                                | Live                               | |
| Komponist/in des Jahres       | Salem Al Fakir/Vincent Pontare/Magnus Lidehäll |                                    | Jenny Wilson |
| Lied des Jahres               | Håkon Hellström                                | Det kommer aldrig var över för mig | Anton Ewald, Avicii, Kim Cesarion, Medina, NoNoNo, Robin Stjernberg, Sebastian Ingrosso, Tommy Trash & John Martin, Veronica Maggio, Zara Larsson |
| Musikvideo des Jahres         | Jenny Wilson & Daniel Wirtberg                 | Jenny Wilson – Autobiography       | |
| Newcomer/in des Jahres        | Linda Pira                                     | Matriarken                         | Kim Cesarion, Nonono |
| Pop des Jahres                | Veronica Maggio                                | Handen i fickan fast jag bryr mig  | Jenny Wilson |
| Produzent/in des Jahres       | Jenny Wilson                                   | Demand the Impossible!             | Avicii/Ash Pournouri |
| Rock des Jahres               | Håkon Hellström                                | Det kommer aldrig var över för mig | Johnossi |
| Texter/in des Jahres          | Håkon Hellström                                | Det kommer aldrig var över för mig | Jenny Wilson |

### 2015
| Kategorie                     | Gewinner                                           | Werk                                             | weitere bekannte Nominierte                        |
| ----------------------------- | -------------------------------------------------- | ------------------------------------------------ | -------------------------------------------------- |
| Album des Jahres              | First Aid Kit                                      | Stay Gold                                        | Kent, Sven-Bertil Taube                            |
| Künstler/in des Jahres        | Tove Lo                                            |                                                  | Seinabo Sey                                        |
| Kinderalbum des Jahres        | Glada Hudik-Teatern/Salem Al Fakir/Pontus De Wolfe | Trollkarlen från Oz                              |                                                    |
| Schlager/Dansband des Jahres  | Elisa’s                                            | Det ska va lätt                                  |                                                    |
| Elektro-/Dance-Act des Jahres | Rebecca & Fiona                                    | Beauty is Pain                                   | Avicii, Kleerup                                    |
| Volksmusik/ Visa des Jahres   | Sven-Bertil Taube                                  | Hommage                                          |                                                    |
| Hip-Hop/Soul des Jahres       | Lorentz                                            | Kärlekslåtar                                     |                                                    |
| Hardrock/Metal des Jahres     | At the Gates                                       | At War with Reality                              |                                                    |
| Jazz des Jahres               | Daniel Karlsson Trio                               | Fusion for Fish                                  |                                                    |
| Klassik des Jahres            | Norrköpings Symfoniorkester, Christian Lindberg    | Allan Pettersson – Symfoni Nr. 9                 |                                                    |
| Komponist/in des Jahres       | Max Martin                                         |                                                  | Joakim Berg, Klara Söderberg und Johanna Söderberg |
| Lied des Jahres               | Tove Lo                                            | Habits (Stay High)                               | Avicii, First Aid Kit, Seinabo Sey, Zara Larsson   |
| Musikvideo des Jahres         | Max Vitali                                         | Röyksopp & Robyn – Monument                      |                                                    |
| Newcomer/in des Jahres        | Seinabo Sey                                        | For Madeleine                                    | Beatrice Eli, Mapei                                |
| Pop des Jahres                | Little Jinder                                      | Little Jinder                                    | First Aid Kit, Lykke Li, Tove Lo, Beatrice Eli     |
| Produzent/in des Jahres       | Magnus Lidehäll                                    | für die Zusammenarbeit mit Mapei und Seinabo Sey |                                                    |
| Rock des Jahres               | Kent                                               | Tigerdrottningen                                 |                                                    |
| Texter/in des Jahres          | Joakim Berg                                        | Tigerdrottningen                                 |                                                    |

### 2016
| Kategorie                     | Gewinner                                            | Werk                                  | weitere bekannte Nominierte                                                  |
| ----------------------------- | --------------------------------------------------- | ------------------------------------- | ---------------------------------------------------------------------------- |
| Album des Jahres              | Amason                                              | Sky City                              | Adam Tensta, Seinabo Sey                                                     |
| Kinderalbum des Jahres        | Nina Persson                                        | What if...                            |                                                                              |
| Künstler/in des Jahres        | Silvana Imam                                        |                                       | Seinabo Sey, Zara Larsson                                                    |
| Schlager/Dansband des Jahres  | Hasse Andersson                                     | Guld och gröna skogar                 |                                                                              |
| Elektro-/Dance-Act des Jahres | Hnny                                                | Sunday                                | Avicii, Axwell Ingrosso, Galantis, Nina K                                    |
| Volksmusik/ Visa des Jahres   | Anders Jormin, Lena Willemark & Karin Nakagawa      | Trees of Light                        | Sven-Bertil Taube                                                            |
| Hip-Hop/Soul des Jahres       | Erik Lundin                                         | Suedi                                 |                                                                              |
| Hardrock/Metal des Jahres     | Ghost                                               | Meloria                               |                                                                              |
| Jazz des Jahres               | Oddjob                                              | Folk                                  |                                                                              |
| Klassik des Jahres            | Kungliga Filharmonikerna / Oramo / Zinman / Salonen | Anders Hillborg – Sirens              |                                                                              |
| Komponist/in des Jahres       | Peter Svensson                                      |                                       | Max Martin                                                                   |
| Lied des Jahres               | Danny Saucedo                                       | Dör för dig                           | Avicii, Axwell Ingrosso, Icona Pop, Måns Zelmerlöw, Otto Knows, Zara Larsson |
| Musikvideo des Jahres         | Joanna Nordahl                                      | Say Lou Lou – Nothing but a Heartbeat |                                                                              |
| Newcomer/in des Jahres        | Sabina Ddumba                                       | Not to young/Effortless               |                                                                              |
| Pop des Jahres                | Seinabo Sey                                         | Pretend                               |                                                                              |
| Produzent/in des Jahres       | Nisj                                                |                                       |                                                                              |
| Rock des Jahres               | Deportees                                           | The Big Sleep                         |                                                                              |
| Texter/in des Jahres          | Erik Lundin                                         | Suedi                                 |                                                                              |

### 2017
| Kategorie                               | Gewinner                                      | Werk                                                        | weitere bekannte Nominierte       |
| --------------------------------------- | --------------------------------------------- | ----------------------------------------------------------- | --------------------------------- |
| Album des Jahres                        | Kent                                          | Då som nu för alltid                                        |                                   |
| Künstler/in des Jahres                  | Zara Larsson                                  | Girls like, This ones for you, Ain't my fault, I would like | Kent, Tove Lo, Yung Lean          |
| Kinderalbum des Jahres                  | Emma Nordenstam                               | Emma Nordenstams bästa barnlåtar                            |                                   |
| Schlager/Dansband des Jahres            | Sannex                                        | Din sida sängen                                             |                                   |
| Elektro-/Dance-Act des Jahres           | Kornél Kovács                                 | The Bells                                                   | Galantis                          |
| Volksmusik/Singer-Songwriter des Jahres | Freddie Wadling                               | Efter Regnet                                                |                                   |
| Hardrock/Metal des Jahres               | Ghost                                         | Popestar                                                    |                                   |
| Hip-Hop/Soul des Jahres                 | Cherrie                                       | Sherihan                                                    |                                   |
| Jazz des Jahres                         | Tonbruket                                     | Forevergreens                                               |                                   |
| Klassik des Jahres                      | Västerås Sinfonietta / HSO / Fredrik Burstedt | Mats Larsson Gothe: Symphony No. 2                          |                                   |
| Komponist/in des Jahres                 | Frida Hyvönen                                 |                                                             | Max Martin, Niki & The Dove       |
| Lied des Jahres                         | Frans                                         | If I were sorry                                             | Zara Larsson, Mike Perry          |
| Musikvideo des Jahres                   | Johan Renck                                   | David Bowie – Lazarus                                       |                                   |
| Newcomer/in des Jahres                  | Sammy & Johnny Bennett                        | Hundra80                                                    | Mike Perry                        |
| Pop des Jahres                          | Laleh                                         | Kristaller                                                  | Niki & The Dove, Tove Lo          |
| Produzent/in des Jahres                 | Laleh Pourkarim                               | Kristaller                                                  | Ludwig Göransson, Niki & The Dove |
| Rock des Jahres                         | Kent                                          | Då som nu för alltid                                        |                                   |
| Texter/in des Jahres                    | Frida Hyvönen                                 | Kvinnor och barn                                            |                                   |

### 2018
| Kategorie                               | Gewinner                                                                                         | Werk                                                                                                  | Weitere bekannte Nominierte                |
| --------------------------------------- | ------------------------------------------------------------------------------------------------ | --- | ------------------------------------------ |
| Album des Jahres                        | Zara Larsson                                                                                     | So good                                                                                               | Feyer Ray, Tove Lo                         |
| Alternative Pop des Jahres              | Säkert!                                                                                          | Däggdjur                                                                                              |                                            |
| Künstler/in des Jahres                  | Zara Larsson                                                                                     | So good                                                                                               | Tove Lo                                    |
| Kinderalbum des Jahres                  | Hasse Andersson                                                                                  | Hasses Trädgård                                                                                       |                                            |
| Schlager/Dansband des Jahres            | Expanders                                                                                        | Play that Rock'n'Roll                                                                                 |                                            |
| Elektro-/Dance-Act des Jahres           | Axwell/Ingrosso                                                                                  | More Than You Know / I Love You                                                                       | Avicii, Icona Pop                          |
| Volksmusik/Singer-Songwriter des Jahres | Lisa Ekdahl                                                                                      | När alla vägar leder hem                                                                              | Ane Brun, Anna Ternheim, Sven-Bertil Taube |
| Hip-Hop des Jahres                      | Yung Lean                                                                                        | Stranger                                                                                              |                                            |
| Hardrock/Metal des Jahres               | Europe                                                                                           | Walk the Earth                                                                                        | Arch Enemy, The Night Flight Orchestra     |
| Jazz des Jahres                         | Goran Kajfes Subtropic Arkestra                                                                  | The Reason Why Vol. 3                                                                                 |                                            |
| Klassik des Jahres                      | The Dahlkvist Quartet                                                                            | Andrea Tarrodi: String Quartets                                                                       |                                            |
| Komponist/in des Jahres                 | Noonie Bao                                                                                       | für Zedd feat. Alessia Cara „Stay“ / Alan Walker „Alone“ / David Guetta & Afrojack „Dirty sexy money“ | Max Martin                                 |
| Lied des Jahres                         | Zara Larsson                                                                                     | Only You                                                                                              | Avicii feat. Sandro Cavazza                |
| Musikvideo des Jahres                   | Filip Nilsson                                                                                    | Olsson – U                                                                                            |                                            |
| Newcomer/in des Jahres                  | Jireel                                                                                           | Jettad / Tagga / Man of the Year                                                                      | Mabel                                      |
| Pop des Jahres                          | Tove Lo                                                                                          | Blue Lips (Lady Wood Phase II)                                                                        | Linnea Henriksson, Miss Li, Zara Larsson   |
| Produzent/in des Jahres                 | Karin Drejer, Paula Temple, Nídia, Deena Abdelwahed, Tami T, Peder Mannerfelt, Johannes Berglund | Plunge                                                                                                | Max Martin, Tove Lo                        |
| Rock des Jahres                         | Thåström                                                                                         | Centralmassivet                                                                                       | Johnossi                                   |
| Texter/in des Jahres                    | Tove Lo                                                                                          | Blue Lips (Lady Wood Phase II)                                                                        | Annika Norlin                              |

### 2019
| Kategorie                                    | Gewinner                       | Werk                                                             | weitere bekannte Nominierte                                             |
| -------------------------------------------- | ------------------------------ | ---------------------------------------------------------------- | ----------------------------------------------------------------------- |
| Visa des Jahres/Singer-Songwriter des Jahres | Slowgold                       | Mörkare                                                          | Christian Kjellvander, Lisa Ekdahl, Eagle-Eye Cherry, Sven-Bertil Taube |
| Texter/in des Jahres                         | Seinabo Sey                    | I'm a Dream                                                      | Jenny Wilson                                                            |
| Rock des Jahres                              | Hurula                         | Oss är alt                                                       | Imperial State Electric                                                 |
| Pop des Jahres                               | Robyn                          | Honey                                                            | Seinabo Sey, Tove Styrke                                                |
| Produzent des Jahres                         | Simon Superti                  | Zusammenarbeit mit Adel und Dani M                               | Ludwig Göransson, Jenny Wilson                                          |
| Newcomer/in des Jahres                       | Imenella                       | Chagga, Moves Remix                                              |                                                                         |
| Lied des Jahres                              | Robyn                          | Missing You                                                      | First Aid Kit, Benjamin Ingrosso, Zara Larsson                          |
| Musikvideo des Jahres                        | Gustaf Holtenäs                | Jenny Wilson – Rapin*                                            |                                                                         |
| Komponist/in des Jahres                      | Ludwig Göransson               | Zusammenarbeit mit Childish Gambino / Filmmusik zu Black Panther | Lykke Li, Robin Carlsson                                                |
| Klassik des Jahres                           | Zilliacus, Raitinen, Forsberg  | Amanda Maier: Volume 3                                           |                                                                         |
| Jazz des Jahres                              | Amanda Ginsburg                | Jag har funderat på en sak                                       |                                                                         |
| Hip-Hop des Jahres                           | Jireel                         | 18                                                               |                                                                         |
| Hardrock/Metal des Jahres                    | Tribulation                    | Down Below                                                       | At the Gates, Ghost, Hardcore Superstar, The Night Flight Orchestra     |
| Volksmusik des Jahres                        | Per Gudmundson & Bengan Janson | Hjeltamôs                                                        |                                                                         |
| Elektro-/Dance-Act des Jahres                | Neneh Cherry                   | Broken Politics                                                  |                                                                         |
| Schlager/Dansband des Jahres                 | Blender                        | Gambla Litegrann                                                 |                                                                         |
| Kinderalbum des Jahres                       | Gullan Bornemark               | Mina Egna Favoriter                                              |                                                                         |
| Künstler/in des Jahres                       | Z.E                            | Min penna blöder                                                 | Robyn, Seinabo Sey                                                      |
| Alternative Pop des Jahres                   | Sarah Klang                    | Love in the milky way                                            | El perro del mar, First Aid Kit, Lykke Li                               |
| Album des Jahres                             | Seinabo Sey                    | I'm a Dream                                                      | Lykke Li, Robyn                                                         |

### 2020
| Kategorie                     | Gewinner                        | Werk                               | weitere Nominierte |
| ----------------------------- | ------------------------------- | ---------------------------------- | --- |
| Singer-Songwriter des Jahres  | Håkan Hellström                 | Illusioner                         | Anna Ternheim; Annika Norlin & Jens Lekman; Melissa Horn; Sophie Zelmani |
| Texter/in des Jahres          | Ibrahima Erik Lundin Banda      | Zebrapojken                        | Henok Meharena; Håkan Hellström; Molly Sandén; Parham Pazooki |
| Rock des Jahres               | Hurula                          | Klass                              | Mando Diao; Millencolin; Shitkid; Takida |
| Pop des Jahres                | Molly Sandén                    | Det bästa knske inte hänt än       | Benjamin Ingrosso; Mabel; Mapei; Tove Lo |
| Produzent des Jahres          | Ilya Salmanzadeh                |                                    | Jenny Wilson & Johannes Berglund; Nisj; Ramy Hassen; Tim Bergling, Salem Al Fakir, Vincent Pontare, Ablin Nedler, Kristoffer Fogelmark, Carl Falk, Lucas von Bahder, Marcus Thunberg Wessel                                                              |
| Newcomer/in des Jahres        | Einár                           | Första Klass / Nummer 1            | Guleed, Jacob Mühlrad, Jelassi, Victor Leksell |
| Lied des Jahres               | Avicii (feat. Aloe Blacc)       | SOS                                | Katten i trakten von Einár; Sunnanvind von Mares; Rosa Himmel von Molly Sandén; Tillfälligheter von Veronica Maggio |
| Musikvideo des Jahres (Regie) | Vedran Rupic                    | Salvatore Ganacci: Horse           | Joanna Nordahl; Olle Knutson; Filip Nilsson |
| Komponist/in des Jahres       | Maria Jane Smith & Victor Thell |                                    | Amanda Bergman, Gustav Ejstes, Nils Törnqvist, Pontus Winnberg, Petter Winnberg; Ilya Salmanzadeh; Linnea Södahl; Tim Bergling, Salem Al Fakir, Vincent Pontare, Ablin Nedler, Kristoffer Fogelmark, Carl Falk, Lucas von Bahder, Marcus Thunberg Wessel |
| Klassik des Jahres            | Dan Laurin & Höör Barock        | Golovinmusiken / The Golovin Music | Broman, Crawford-Phillips & Musica Vitae; Malin Byström, Helsingborg Symphony Orchestra & Stefan Solyom; Patter Mattei & Lars David Nilsson; Stenhammar Quartet                                                                                          |
| Jazz des Jahres               | Martin Hederos                  | Era spår                           | Isabella Lundgren; Oddjob; Per Texas Johansson; Tonbruket |
| Hip-Hop des Jahres            | Einár                           | Första Klass                       | Dree Low; Ozzy; Parham; Z.E |
| Hardrock/Metal des Jahres     | Candlemass                      | The Door to Doom                   | Entombed A. D.; Hammerfall; Opeth; The Flower Kings |
| Volksmusik des Jahres         | Willemark, Knutsson, Öberg      | Svenska låtar                      | Frömkväde; Sara Parkman; Sofia Karlsson mit Mattias Pérez & Daniel Ek; Väsen |
| Elektro-/Dance-Act des Jahres | Avicii                          | Tim                                | Bella Boo; Bottenvikens Silverkyrka; Kornél Kovács; Mr. Tophat |
| Schlager/Dansband des Jahres  | Arvingarna                      | I Do                               | Donnez; Lasse Stefanz; Magnus Carlsson; Perikles |
| Künstler/in des Jahres        | Einár                           |                                    | Mabel; Molly Sandén; Snoh Aalegra; Veronica Maggio |
| Alternative Pop des Jahres    | Amason                          | Galaxy I                           | Jenny Wilson; Joel Alme; Sarah Klang; Weeping Willows |
| Album des Jahres              | Molly Sandén                    | Det bästa kanske inte hänt än      | Creamy Blue von Sarah Klang; Ugh, Those Feels Again von Snoh Aalegra; Sunshine Kitty von Tove Lo; Bror utan sol (bland rök och stearin) von Henok Achido                                                                                                 |

### 2021
| Kategorie                        | Gewinner                             | Werk                                             | weitere Nominierte |
| -------------------------------- | ------------------------------------ | ------------------------------------------------ | --- |
| Singer-Songwriter des Jahres     | Iiris Viljanen                       | Den lilla havsfrun                               | - Ane Brun – How Beauty Holds the Hand of Sorrow - Christian Kjellvander – About Love And Loving Again - Mando Diao – I solnedgången - Tomas Andersson Wij – Högre än händerna når |
| Texter/in des Jahres             | Ana Diaz                             | Tröst och vatten                                 | - Guleed – Lucky 20 - Håkan Hellström – Rampljus - Mona Masrour – Påminner mig, Får aldrig nog, Exclusive und Easy - Yasin Mahamoud – 98.01.11 und More To Life |
| Rock des Jahres                  | Hurula                               | Jehova                                           | - Florence Valentin – Det var en gång - Håkan Hellström – Rampljus - Johnossi – Torch // Flame - Thåström – Klockan 2 på natten, öppet fönster...(Live) |
| Pop des Jahres                   | Ana Diaz                             | Tröst och vatten                                 | - Estraden – Mellan hägg och syrén - Myra Granberg – Bara hälften kvar - Newkid – Mount Jhun - Victor Leksell – Fånga mig när jag faller |
| Soul/R&B des Jahres              | Zikai                                | Make You Mine                                    | - Cherrie – Ingen annan än du, Maria und 23 - Jána – Flowerworks samt green - Mona Masrour – Påminner mig, Får aldrig nog, Exclusive und Easy - Nápoles – Slowin It |
| Produzent des Jahres             | Oscar Holter & Martin Sandberg       |                                                  | - Amr Badr - Fanny Hultman - Manny Flaco - Myra Granberg |
| Newcomer/in des Jahres           | Mona Masrour                         |                                                  | - Daniela Rathana - Haval - Klara Keller - Myra Granberg |
| Lied des Jahres                  | Victor Leksell                       | Svag                                             | - Dree Low & Owen – Dip Dip - Greekazo & Dree Low – Ice Cream - Kygo, Avicii & Sandro Cavazza – Forever Yours - Miss Li – Komplicerad |
| Musikvideo des Jahres (Regie)    | Vedran Rupic                         | Salvatore Ganacci & Sébastien Tellier – Boycycle | - Andreas Almkvist: Rebecca & Fiona – Fet House Mode - Filip Nilsson: Major Lazer & Marcus Mumford – Lay Your Head on Me - Nim Kyoung Ran: Daniela Rathana – Ansikte - Simon Gullström: Theophilia – Let There Be Light"                                                                       |
| Komponist/in des Jahres          | Ane Brun                             |                                                  | - Ana Diaz - Jonnali „Noonie Bao“ Parmenius - Ludwig Göransson - Victor Thell |
| Klassik des Jahres               | Jacob Kellermann & Christian Karlsen | Rodrigo, Harden & Coll: Guitar Works             | - Cecilia Zilliacus & Bengt Forsberg – Swedish Violin Treasures - Herbert Blomstedt/Gewandhausorchester Leipzig – Brahms Symphony No. 1 - Martin Fröst & Concerto Köln – Vivaldi - Orfeus Barock Stockholm, Johannes Rostamo, Cello & Luca Guglielmi, Cembalo – J.S. Bach & C.P.E. Bach: Works |
| Jazz des Jahres                  | Amanda Ginsburg                      | I det lilla händer det mesta                     | - Ellen Andersson – You Should Have Told Me - Hederosgruppen – Storstrejk - Jari Haapalainen Trio – Fusion Forever - Rymden – Space Sailors |
| Hip-Hop des Jahres               | Yasin                                | 98.01.11                                         | - Bennett – Och du heter? - Guleed – Lucky 20 - Jireel – Sex känslor - Zacke – Pengar. Frihet. Zakaria Jamal. |
| Hardrock/Metal des Jahres        | Dark Tranquillity                    | Moment                                           | - Hällas – Conundrum - Lucifer – Lucifer III - Necrophobic – Dawn of the Dawned - Vampire – Rex |
| Volksmusik des Jahres            | Lena Jonsson Trio                    | Svenska låtar                                    | - Garmarna – Förbundet - Northern Resonance – Northern Resonance - Thommy Wahlström – Låtar på sopransaxofon - Ånon Egeland & Mikael Marin – Farvel, farvel |
| Elektro-/Dance-Act des Jahres    | Off the Meds                         | Off the Meds                                     | - Axel Boman – Eyes of My Mind - Bella Boo – Let's Go Out - Rebecca & Fiona – „Fet House Mode“, „Another World“, „Heart Skips A Beat“, „People Getting Mad“ - Studio Barnhus, Axel Boman, Kornél Kovács, Pedrodollar – 10                                                                      |
| Schlager/Dansband des Jahres     | Martinez                             | Bubbelgum                                        | - Barbados – Vi - Casanovas – Mota olle i grind - Larz-Kristerz – Lättare sagt än gjort - Streaplers – En gång till |
| Kindermusik des Jahres           | Britta Persson                       | Folk - dikt och toner om personer                | - Ensemble Yria – Virvel och Vinda - Karl-Petters Orkester – Jag har blivit farbror - Longkalsong – Upptäckarklubben - Micaela Gustafsson – Småpunk - Musiken från trotspodden, Barnradio Sveriges Radio                                                                                       |
| Künstler/in des Jahres           | Victor Leksell                       |                                                  | - Miriam Bryant - Miss Li - Newkid - Yasin |
| Alternative Pop des Jahres       | Ane Brun                             | Afte the Great Storm                             | - Alice Boman – Dream On - El Perro del Mar – Free Land - Léon – Apart - Little Dragon – New Me, Same Us |
| Album des Jahres                 | Victor Leksell                       | Fånga mig när jag faller                         | - Ana Diaz – Tröst och vatten - Ane Brun – After the Great Storm - Hov1 – Montague - Yasin – 98.01.11 |
| Ehrenpreis                       | Eva Dahlgren                         |                                                  | |
| Sonderpreis                      | Per Sinding-Larsen                   |                                                  | |
| Nachhaltiger Künstler des Jahres | Stefan Sundström                     |                                                  | |

### 2022
| Kategorie                     | Gewinner                                                                          | Werk                                      | weitere Nominierte |
| ----------------------------- | --------------------------------------------------------------------------------- | ----------------------------------------- | --- |
| Singer-Songwriter des Jahres  | José González                                                                     | Local Valley                              | - Maja Francis – A Pink Soft Mess - Ellen Sundberg – Ett bloss för Bodil Malmsten - David Ritschard – Blåbärskungen - Albin Lee Meldau – Epistlar |
| Texte des Jahres              | Jaque                                                                             | Filmen                                    | - Thåström – Dom son skiner - Snoh Aalegra – Temporary Highs in the Violet Skies - Miriam Bryant – PS jag hatar dig - Daniela Sörensen, Oskar Linnros, Jacqueline Cummings (für Mabel) – Rathana Club |
| Komponist des Jahres          | Agnes Carlsson, Vincent Pontare, Salem Al Fakir, Kerstin Ljungström, Maria Hazell |                                           | - Oskar Linnros & Charlie Bernardo - Myra Granberg - Linda Karlsson & Sonny Gustafsson - Jens Resch |
| Rock des Jahres               | Thåström                                                                          | Dom son skiner                            | - Viagra Boys – Welfare Jazz - Markus Krunegård – Kemtvätten - Linn Koch-Emmery – Being the Girl - Hurula – På en grusbelagd parkeringsplats (Live) |
| Pop des Jahres                | Daniela Rathana                                                                   | Rathana Club                              | - Agnes – Magic Still Exists - Benjamin Ingrosso – En gång i tiden - Molly Sandén – Dom Ska Veta - Zara Larsson – Poster Girl |
| Soul/R&B des Jahres           | Snoh Aalegra                                                                      | Temporary Highs in the Violet Skies       | - Mona Masrour – Scener & 2Steg (Remix) - Nápoles – Cloud 9 - Sam Ezeh – Night at Ezeh’s & Sapphire Alley - Seinabo Sey – Sweet Life |
| Produzent des Jahres          | Elvira Anderfjärd                                                                 |                                           | - Patrik Berger - Ian (Ian Persson Stiernswärd) - Elias Kapari - Elai |
| Newcomer/in des Jahres        | A36                                                                               |                                           | - Sam Ezeh - Felicia Takman - Clara Klingenström - Alba August |
| Lied des Jahres               | Miriam Bryant & Victor Leksell                                                    | Tystnar i luren                           | - A36 – Samma gamla vanliga - Adaam & VC Barre – Topp - Hov1 – Gamora feat. Einár - Myra Granberg – Lose My Mind |
| Musikvideo des Jahres (Regie) | Alexander Wessely                                                                 | Swedish House Mafia – It Gets Better      | - Vedran Rupic: Salvatore Ganacci – Step-Grandma - Swim Club: Agnes – 24 Hours - Henrik Hanson: Hov1 – Barn av våe tid - Erik pousette: Hannes – I Feel It |
| Komponist/in des Jahres       | Ane Brun                                                                          |                                           | - Ana Diaz - Jonnali „Noonie Bao“ Parmenius - Ludwig Göransson - Victor Thell |
| Klassik des Jahres            | Göteborgs Symfoniker & Johannes Gustavsson                                        | Aulin, Moberg, Andrée: Orchestral Works   | - Göteborg Baroque & Magnes Kjellson – Then Svenska Messan, HRV 404 - Herbert Blomstedt/Gewandhausorchester Leipzig – Brahms: Symphony No. 2 & Academic Festival Overture (Live) - Malvakvartetten – Wooden Bodies - Sofie Asplund, Lukaslunds Kammersolister – Britten: Les Illuminations – Debussy: Ariettes Oubliées & Clair de Lune |
| Jazz des Jahres               | Johan Lindström Septett                                                           | On the Asylum                             | - La La Lars – La La Lars III - Lars Danielsson Liberetto – Cloudland - Lisa Ekdahl – Grand Songs - Milder PS – Singled Out by Fate |
| Hip-Hop des Jahres            | Asme                                                                              | Tusen Flows                               | - L1na – MP3 - Jaqe – Filmen - A36 – Area 36 |
| Hardrock/Metal des Jahres     | Tribulation                                                                       | Where the Gloom Becomes Sound             | - At the Gates – The Nightmare of being - Lucifer – Lucifer IV - Nestor – Kids in a Ghost Town - The Night Flight Orchestra – Aeromantic II |
| Volksmusik des Jahres         | Ebo Krdum                                                                         | Diversity                                 | - Ale Möller – Xeno Manía - Anna Ekberg – Solo - Hoven Droven – Trad - Merit Hemmingson – Huvva! vad tiden går |
| Elektro-/Dance-Act des Jahres | Swedish House Mafia                                                               | Moth to a Flame, Lifetime, It Gets Better | - Alesso – Somebody To Use, Chasing Stars (feat. James Bay), Together, Again, Going Dumb, Leave A Little Love - Cobrah – Cobrah - DJ Seinfeld – Mirrors - Galantis – Heartbreak Anthem, Dandelion, Alien |
| Schlager/Dansband des Jahres  | Arvingarna                                                                        | Tänker inte alls gå hem                   | - Boogart – En ny tid i livet - Donnez – Alla dar i veckan - Larz-Kristerz – Stuffparty 4 - Perikles – Ba Ba Ba |
| Kindermusik des Jahres        | Ensemble Yria                                                                     | Upp & Ut                                  | - I en stad – Mer musik för barn och deras vuxna - Micaela Gustafsson – Bää muu nöff - Svenska Kammarorkester – Min lilla stora kärlek - Tigern & Kobran – Brandbilar och poesi |
| Künstler/in des Jahres        | Benjamin Ingrosso                                                                 |                                           | - Thomas Stenström - Snoh Aalegra - Miriam Bryant - Hov1 |
| Alternative Pop des Jahres    | Sarah Klang                                                                       | Virgo                                     | - Alba August – I Still Hide - Amason – Galaxy II - Andreas Mattson – Soft Rock - Augustine – Weeks Above teh Earth |
| Album des Jahres              | Miriam Bryant                                                                     | PS jag hatar dig                          | - Agnes – Magic Still Exists - Augustine – Weeks Above The Earth - Sarah Klang – Virgo - Snoh Aalegra – Temporary Highs in the Violet Skies |
| Ehrenpreis                    | ABBA                                                                              |                                           | |
| Sonderpreis                   | ABBA                                                                              |                                           | |

### 2023
| Kategorie                     | Gewinner                                               | Werk                                        | weitere Nominierte |
| ----------------------------- | ------------------------------------------------------ | ------------------------------------------- | --- |
| Singer-Songwriter des Jahres  | Joel Alme                                              | Sköt er själva så sköter jag inte mitt      | - Ane Brun – Nærmere - Moonica Mac – Part two - Sofia Karlsson – Sånger från broccolifälten - Tomas Andersson Wij – Askan i hjärtat |
| Texte des Jahres              | Jonathan Johansson                                     | Om Vi Får Leva                              | - Annika Norlin – Mentor - Nathalie Missaoui – Missaoui - Thomas Stenström – Gråter om du vill, Väntar på en solig dag & Sista sommaren - Tove Lo – Dirt Femme |
| Rock des Jahres               | Viagra Boys                                            | Cave World                                  | - Dungen – En är för mycket och tusen aldrig nog - Hurula – Ingen är kär i år och andra sånger - Johnossi – Mad Gone Wild - Slowgold – Kärlek |
| Pop des Jahres                | Veronica Maggio                                        | Och som vanligt händer det något hemskt     | - Benjamin Ingrosso – Playlist - Laleh – Vatten - Tove Lo – Dirt Femme - Tove Styrke – Hard |
| Soul/R&B des Jahres           | Bavé                                                   | All Stars Aligned                           | - Cherrie – Samlad årsproduktion - Eric Gadd – Vykort från 2000-talet - Janice – Samlad årsproduktion - Luciia – 365 |
| Produzent des Jahres          | Klahr / John                                           |                                             | - Hampus Lindwall - Hampus Norén - Ilya Salmanzadeh - Oscar Chase |
| Newcomer/in des Jahres        | Cornelia Jakobs                                        |                                             | - Bell - Hooja - Olivia Lobato - Stella Explorer |
| Lied des Jahres               | Loam & Adaam                                           | Fakka ur                                    | - Adaam – Södermalm (featuring Philippe & Takenoelz) - Cornelia Jakobs – Hold me Closer - Elov & Beny, Sofie Svensson & Dom där – Bubbel på balkongen - Victor Leksell & Einar – Din låt |
| Musikvideo des Jahres (Regie) | Martin Falck                                           | Fever Ray – What They Call Us               | - Ecco2K: Bladee – Drain Story - Filip Nilsson: Kavinsky – Cameo - Gustav Johansson: Girl in Red – October Passed Me By - Torbjörn Martin: Gina Dirawi – Meet Me in Jannah |
| Komponist/in des Jahres       | Ludwig Göransson                                       | Black Panther: Wakanda Forever (Soundtrack) | - Klahr/Lion – Drake, Swedish House Mafia, Bree Runway, Deki Alem - Klara Söderberg och Johanna Söderberg – Palomino - Salem Al Fakir och Vincent Pontare – Ghost, Swedish House Mafia, Petter, Benjamin Ingrosso, Otto Knows - Sara Parkman och Hampus Norén – Eros agape philia                                                                     |
| Klassik des Jahres            | Kungliga Filharmonikerna, Johan Dalene, John Storgårds | Nielsen & Sibelius – Violin Concertos       | - Göteborgs symfoniker, Santtu-Matias Rouvali – Sibelius symphonies nos 3 & 5 Pohjola's daughter - Herbert Blomstedt, Gewandhausorchester Leipzig – Mozart & Vorisek – Orchestral works - Kati Raitinen och Bengt Forsberg – A Tribute to Curiosity - Nordic Chamber Orchestra, Delphine Constantin-Reznik med flera – Andrea Tarrodi – Four elements |
| Jazz des Jahres               | Hederosgruppen                                         | Ståplats                                    | - Britta Virves – Juniper - Esbjörn Svensson – Homes - Joel Lyssarides – Stay Now - Josefine Lindstrand – Miracles by the Lake |
| Hip-Hop des Jahres            | Cleo                                                   | Missaoui                                    | - 23 – Selfmade - Ant Wan – The Only Wan - Jireel – Samlad årsproduktion - Yung Lean – Stardust |
| Hardrock/Metal des Jahres     | Ghost                                                  | Impera                                      | - Amon Amarth – The Great Heathen Army - Arch Enemy – Deceivers - The Halo Effect – Days of the Lost - Watain – The Agony & Ecstasy of Watain |
| Volksmusik des Jahres         | Sara Parkman                                           | Eros Agape Philia                           | - Liliana Zavala – Todos mis muertos - Northern Resonance & AXVY – I midvintertid - Spöket i köket – Kurbits & Flames - Vågspel – I nöd och lust |
| Elektro-/Dance-Act des Jahres | Swedish House Mafia                                    | Paradise Again                              | - Axel Boman – Luz/Quest for Fire - Kornél Kovacs – Hotel Koko - Mr Tophat – This is Pop - Prof Stranger – Love is Forever |
| Schlager/Dansband des Jahres  | Flamingokvintetten                                     | Vi lyfter på hatten                         | - Fernandoz – Nu tar vi nya tag - Highlights – En natt på stan - Lasse Stefanz – Evergreen - Sannex – Live 2020 |
| Kindermusik des Jahres        | Ensemble Yria                                          | Upp & Ut                                    | - Alva Klum – Känslolåtarna – som det känns när det känns - Den förbjudna fruktkolan – Den förbjudna fruktkolan - Jonas Wikstrand & Maria Lundqvist – Kronprinsen som försvann (Originalmusik från julkalendern) - Sarah Riedel, Georg Riedel, Jonas Karlsson, Henrik Dorsin med flera – Musik, sa Alfons Åberg                                       |
| Künstler/in des Jahres        | Tove Lo                                                |                                             | - Ant Wan - Ghost - Thomas Stenström - Viagra Boys |
| Alternative Pop des Jahres    | First Aid Kit                                          | Palomino                                    | - Deki Alem – Among Heads - Grant – Truth & Consequences - Jonathan Johansson – Om vi får leva - Léon – Circles |
| Album des Jahres              | Tove Lo                                                | Dirt Femme                                  | - Cleo – Missaoui - Ghost – Impera - Jonathan Johansson – Om vi får leva - Viagra Boys – Cave World |
| Ehrenpreis                    | Tomas Ledin                                            |                                             | |
| Sonderpreis                   | Magnus Broni                                           |                                             | |